# 男樹
『男樹』（おとこぎ）は、本宮ひろ志による日本の漫画作品。

## 概要
北陸のヤクザの組長の私生児に生まれた村田京介が男を磨き、極道の世界で頂点に立つまでを描いたヤクザ漫画。1979年から1980年まで『ビッグコミック』（小学館）にて連載された。『男樹』シリーズの第一作目。
続編に『新・男樹』『男樹 四代目』（以上、『MANGAオールマン』（集英社）連載）『男樹〜村田京一〈四代目〉〜』（『グランドジャンプ』（集英社）連載）がある。
2011年9月よりNTTソルマーレが配信する『定額本宮ひろ志魂』にて毎月順次配信。（iPhone/iPod touch/iPad端末及びauのandroid端末向け）

### あらすじ
北陸の名門ヤクザ・村田組組長の私生児として生まれた村田京介。彼の母親・志津子は日本電力界の大物・神江龍太郎のひとり娘で、京介の出生には秘密があった。硬派な高校生に成長した京介だったが、喧嘩が原因で少年院に送られてしまう。この時、父親の村田正三は村田組幹部の裏切りにあい刺殺され、母親・志津子も心労のあまり倒れてしまう。
数年後、少年院を出所した京介は、母親・志津子が自分の名を叫びながら死亡したことを知る。母親が生きた証しに自分がでかい男になることを決意した京介は、数年後、金沢で初代村田京介の看板を上げることとなる。この後、北陸を牛耳っていた四国連合会伊達組と事を構えることになった京介は、父親が四代目をはっていた村田組に乗り込み、村田組五代目を襲名。
一気に伊達組を北陸から駆逐した。だが最後に伊達組斬込隊長・尾崎満に拳銃での一対一の勝負を挑まれ、彼を射殺。5年の刑を宣告され、刑務所に収監される。出所後、構成員7800人の北陸連合初代会長に就任。
関東の3長老を後見人とし、村田組は関東に進出することとなった。しかし、神戸安西組次期組長・安西誠を暗殺した容疑がかかり、村田組は窮地に立たされる。全ての絵を描いた四国連合会伊達組七代目組長・伊達宗太郎の首をとるべく、京介は200名の組員とともに伊達組に最後の戦いを挑む。

## 主な登場人物
（全作品含む）
村田 京介
「男樹」の主人公。村田組構成員だった当時の村田正三と志津子との間に生まれ、その後はヤクザの世界で生きることとなる。
「新・男樹」では崇和連合総長となり実子・京太郎と対立するも、総長の座を辞して久美子たちの元へと戻る。
「男樹四代目」では京太郎の娘・京子のよき祖父として登場するが、海難事故に遭い命を落とす。
村田京太郎
「新・男樹」主人公。千葉県勝原に母親・祖母と暮らしている。しかし父親譲りのヤクザの血は本物で、高校生でありながら売春斡旋・銃器購入・密漁などで着実に資金や軍備を整えている。学生時代の子分達は、そのほとんどが生涯京太郎に仕えるなど、人望が厚い。
村田 京子
「男樹四代目」主人公。京太郎と舞の間に生まれた子供で、舞には反抗的だが祖父である京介には懐いている。正次の従兄弟である燎から想いを寄せられている。
村田 京一
「男樹四代目～村田京一」主人公。京太郎の実子であり、京子とは異母兄弟の関係となる。
村田 正三
京介の父親。伊達組に招かれている際に村田組の内紛に巻き込まれる形で死亡する。
村田（旧姓：新藤）久美子
村田京介の妻。父親は石川県警の警部。京介の初恋の相手で、高校三年の時に関係をもった。その後京介と離れ、東京の大学に進学して小学校教師の資格をとる。京介が金沢の網引に帰ってきたことを機に復縁。その後妊娠するが、子供を極道の世界で育てることを良しとせず、京介が服役中に行方をくらませた。その後、一子京太郎を出産。翻訳の仕事をしながら養育した。
舞
銀座のNo.1ホステス。高知県出身。京介に会いに行った夜、銀座のクラブで京太郎に500万の金を積まれ、「最後の金で落ちた」事を判断されるやトイレで強姦される。後に京太郎との間の子・京子を妊娠する。
鉄観（和尚）
村田京介が高校時代から親交のある地元の寺の坊主。説教がましいことは言わないが、時折心に響く言葉で京介に道を示す。京介が金沢の網引で組事務所を開いた時、「初代村田京介」の看板を檜の一寸板に書いて提供した。
三島 鉄雄
京太郎の舎弟で実家は寺。中学時代に京太郎に敗北したことがきっかけで彼に心酔、共にヤクザの道を歩む事になる。京太郎にとっては、チンピラ時代からの生え抜きの舎弟であり、大友同様、京太郎のために人生の全てを捧げている。しかし、京太郎の意に反して京太郎を崇和連合総長の座に就けようと画策したため、大友の手によって謀殺される。
高梨 正次
京太郎の舎弟。中学時代に京太郎に敗北したことがきっかけで彼に心酔、共にヤクザの道を歩む事になる。房州村田組設立当初に敵に撃たれて死亡。この事は京太郎にとって深い後悔となる。母親に捨てられ祖母の元で育つが、祖母は彼の仲間達の話をよく聞いていた。
太一
勝原高校漁業科の生徒。知的障害を持っている。漁業科の面々の大半が京太郎と共にヤクザへの道を歩むが、彼は「足手まといになりたくない」と引き返す事を決意する。彼をヤクザの道に歩ませなかった事、そして泣きながら去っていく太一を見送る時に仲間が掛けた励ましの言葉は、漁業科の面々の優しさが垣間見える一幕でもある。
伊達宗太郎
「男樹」に登場。四国連合会伊達組七代目組長。学生時代はラグビーの名選手として活躍していたが、父親の死去とともに松山伊達組の跡目を継承する。「男樹」における京介の好敵手的存在として描かれ、ヤクザでありながら政財界との関係を構築することを目的とし行動する。
伊達 武吉
「ドン極道水滸伝」主人公。四国連合会伊達組六代目組長。宗太郎の父親。村田組の武藤に銃殺される。
神江竜三郎
村田京介の祖父。神江志津子の父親。大日本電力の会長職にあり、日本電力界の父親とまで呼ばれた人物。行方不明となった娘・志津子の消息をずっと調べてさせていた。志津子が失踪するきっかけは京介を身ごもったことにあると考え、その存在をずっと否定していた。しかし、最後には、自分の引退と引き替えに、安西誠殺しの嫌疑で窮地に立った京介を救った。
和尚
新藤賢太郎
久美子の弟で警視庁のエリート刑事。ヤクザを腹の底から憎んでおり、京介に対しても敵対の姿勢を崩さない。「新・男樹」では京太郎が密かに資金や軍備を整えている事に感づいている。
高井刑事
村田美知子
柳 完治
網引で硬派をはっていた巨漢。高校三年生の時、村田京介と喧嘩をして敗れる。京介はこの喧嘩により少年院送りとなるが、それは柳完治の望んだことではなく、この事件をきっかけに京介の子分となった。京介出所後はふたりで土方をしていたが、数年後、金沢の網引で京介と共に「初代村田京介」の看板を上げ、極道となった。京介が北陸連合結成後は敦賀に組事務所を構え、伊達組の尖兵大石と向き合ったが、抗争の末死亡した。京介が最も信頼し、死亡の折に彼が唯一涙を見せた男であった。
阿川 秀一
「本道連合」総長。
車田 正道
「神輪会」会長。
飯島
大石達次郎
四国連合会伊達組組員。
神江夫人
金本
市井
四代目村田組系大心会組長。村田京介が高校生の頃から親しく付き合った。金沢の網引を縄張りとしていたが、京介を少年院に送った刑事の片腕を切り落とした事で逃亡の旅に出た。京介が網引で「初代村田京介」の看板を上げた時、いち早く駆けつけ、シマを奪った男を斬った後、縄張りを京介に譲り、懲役に出た。出所後は村田組幹部となった。
木戸
村田京介の幼馴染み。中学、高校と京介を頭にして番をはった。高校卒業後は漁師をしていたが、京介が金沢の網引で極道の看板を上げた事を知り、勝タマオとともに杯をもらいに駆けつけた。その後は京介の側近として活動。柳完治を殺害した大石達次郎を日本刀で斬り、仇をとった。
尾崎 満
四国連合会伊達組系尾崎組組長。伊達組斬込隊長として北陸に乗り込み、村田組の内紛につけ込んで傘下とした。しかし先代実子の村田京介が村田組五代目を継いだことから劣勢に立ち、北陸から撤退を余儀なくされる。その後けじめをつけるべく京介と拳銃での一対一の勝負を行い、胸を撃ち抜かれて死亡した。
宮川
安西 夕子
西日本最大の極道組織神戸安西組次期組長・安西誠の血のつながらない妹。安西誠の愛人でもあった。松山で一度すれちがった村田京介に懸想し、夫婦になることを希望した。これを承諾した安西誠は夕子を連れて北陸に赴いたが、伊達の策略により小松空港で狙撃され死亡する。狙撃を村田組の仕業とした夕子は、安西組を指揮して村田組に抗争をしかけた。
山内
井沢
蔵
四代目村田組系蔵一家組長。
清次　　
五代目村田組系蔵一家組長。死んだ蔵の実弟。
大友 龍次
京太郎を始末するため、彼が収監されている北陸刑務所に収監されてきたヤクザ。最初は京太郎と敵対するが、彼との激突を経て心酔する。京太郎の意を受け、崇和連合を動かしている。その行動の全ては、京太郎を守り、その野望を実現させるためのものであり、そのためであればいかなる者であっても冷酷に排除しようとする。
若松 勝蔵
崇和連合傘下に下った神戸安済組きっての武闘派として知られる男。長らく懲役刑を受けており、出所後に組の看板が失われていることに不満を抱く。その後の交渉も決裂したことで崇和連合を抜け、神戸安済組を再興、関西系の暴力団を纏め上げ、崇和連合との抗争を開始した。
若松 勝成
若松勝蔵の実子で、2m近い大男。大学卒業後に渡米し、SAS(傭兵訓練施設)で戦闘技術を学び、レバノン、コソボなどの紛争地帯を渡り歩いてきた。渡米前に大友と出会い、兄弟分の杯を交わしていたが、父親の出所を機に帰国し、崇和連合に牙を剥いた。
高梨 燎
京子の幼馴染であり、京太郎の舎弟であった故人・高梨正次の従兄弟に当たる少年。京子を一途に想い続けている。父親との再会や松前史郎に子ども扱いされたことで、捨て鉢なった京子の初体験の相手を務めたことから奮起し、彼女を守るために京太郎の下でヤクザとなることを決意する。
松前 史郎
西京銀行オーナーを務める男性。まだ青年と言っても通じるほどの若さと確かな経営眼を持つ。恩師から京太郎を紹介され、彼が主導しようとする銀行大合併の計画に賛同する。その一方、京子が京太郎の娘であることを知らぬままに、愛人契約を交わし、東京での生活の面倒を見ていた。
勝 タマオ
村田京介の幼馴染み。中学、高校と京介を頭にして番をはった。高校卒業後は実家の酒屋を手伝っていたが、京介が金沢の網引で極道の看板を上げると、木戸と共に子分となるべく駆けつけた。その後、伊達組斬込隊長・尾崎満を単独で銃撃したが失敗。重傷を負って入院した。
安西 誠
西日本最大の極道組織神戸安西組四代目組長の実子。安西組次期組長。四国連合会伊達組七代目組長・伊達宗太郎の六分四分の兄弟分。伊達宗太郎を右腕に村田京介を左腕にして、日本中の極道を一本の代紋にまとめ上げようとした。しかし安西組の風下に立つことを良しとしない伊達宗太郎の策謀により、北陸小松空港で狙撃されて死亡する。

## オリジナルアニメ

### 男樹
1990年から1991年に公開。計3作。VHSとLDで発売。
- 男樹（1990年4月14日発売）
- 男樹2 野望編（1990年9月発売）
- 男樹3 完結編（1991年4月発売）

#### キャスト
- 村田京介：池田秀一
- 村田（新藤）久美子：玉川紗己子
- 三島鉄雄：沢木郁也
- 伊達宗太郎：曽我部和恭
- 神江竜三郎：筈見純
- 鉄観（和尚）：宮内幸平
- 新藤賢一郎：松本保典
- 高井刑事：屋良有作
- 村田美知子：さとうあい
- 柳完治：銀河万丈
- 阿川秀一：梅津秀行
- 車田正道：山口健
- 飯島：古田信幸
- 片目の男：塩沢兼人
- 大石達次郎：堀之紀
- 神江夫人：鈴木れい子
- 金本：小林通孝
- 市井：小杉十郎太
- 木戸：戸谷公次
- 村田京太郎：山田栄子
- 尾崎満：島田敏
- 宮川：塩屋浩三
- 安西夕子：江森浩子
- 山内：堀内賢雄
- 井沢：菅原淳一

#### スタッフ
- 監督：山崎理（1・2）→中村喜則（3）
- 脚本：広瀬襄（1・2）
- 作画監督：須田正己

### 新・男樹
1998年発売。計2作。
- 新・男樹(1)〜房州村田組 誕生!〜（VHS：1998年5月22日発売）
- 新・男樹(2)〜宣戦布告〜（VHS：1998年9月4日発売）

#### キャスト
- 村田京太郎：石川英郎
- 村田京介：大塚明夫
- 村田（新藤）久美子：土井美加
- 新藤賢太郎：中田和宏
- 三島鉄雄：菅原正志
- 高梨正次：松本保典
- 大友龍次：神奈延年
- 太一：森利也
- 舞：渡辺美佐
- 久藤：藤原啓治
- 木島秀美：みうらうらら
- 祖母：堀越真己
- 蔵：辻親八
- 木戸：坂東尚樹
- 鬼道：稲葉実
- 成瀬：秋元羊介
- 島：飯塚昭三
- 所長：峰恵研
- 受刑者：木内秀信

#### スタッフ
- 監督：うえだしげる
- プロデューサー：津野竜之輔
- 脚本：大橋志吉
- 作画監督・キャラクターデザイン：古瀬登
- 美術監督：渋谷幸弘
- 撮影監督：安津畑隆
- 音響監督：藤山房伸
- アニメーション製作：スタジオぴえろ

## オリジナルビデオ・映画

### 新・男樹
1と2はオリジナルビデオで1997年に発売。3と4は2000年3月11日劇場公開。全4作、主演は宮本大誠。

#### キャスト
- 村田京太郎：宮本大誠（1・2・3・4）
- 村田京介：岩城滉一（1・2）、夏八木勲（3・4）
- 舞：大沢逸美（1・2）、坂上香織（3・4）
- 大谷：岩本宗規（1・2・3・4）
- 木島秀美（組合長の娘）：松田千奈（1・2）
- 蔵清次：西岡徳馬（1・2）、八名信夫（3・4）
- 村田久美子：坂口良子（1・2）、高橋恵子（3・4）
- 片桐剛太郎：山田辰夫（1・2）
- 鉄観（和尚）：織田無道（1・2）、 石橋蓮司（3・4）
- 久藤：野添義弘（1・2）、下元史朗（3・4）
- 鬼道：十貫寺梅軒（1・2）
- 大友龍次：長倉大介（2・3）
- 松崎：哀川翔（3・4）
- 水谷：清水宏次朗（3）
- 写真を撮るおっちゃん：本宮ひろ志（4）

#### スタッフ
特記なき場合1・2
- 監督：小久保利己（1・2・3・4）
- 製作：ミナミ十吾、横浜仁
- 企画：鹿糠雅博
- 製作総指揮：高橋紀成
- 原作：本宮ひろ志（新・男樹 集英社刊）
- プロデューサー：小野誠一、上田利夫、小林要
- 脚本：山崎晴哉（1・2）本宮ひろ志・土屋保文（3・4）
- 撮影：林淳一郎
- 照明：前原信雄
- 録音：深田晃
- 美術：秋田谷亜矢子
- 音楽：横山和俊
- サウンドプロデューサー：小泉貴裕
- サウンドディレクター：河合一正
- 編集：児玉美納子
- スクリプター：広川貴美子
- 監督補：山田匡司
- 制作担当：青木啓二
- 助監督：水村秀雄
- 殺陣：小田島隆
- 操演：小林正巳
- EED：大捕一郎
- 刺青：霞涼二
- 色彩調整：森吉隆
- 音響効果：福島行朗
- 弓道指導：　錬士 瀬川昌之
- 題字：山崎裕之
- 協力：カースタントTA・KA 野呂真治
- （1・2）主題歌：岩名ミサ「ACTIVITIES FOR YOU」作詞：岩名ミサ / 作曲：横山和俊
- （3・4）主題歌：THE 虎舞竜「CROSS ROAD」（クラウンレコード）

#### VHS / DVD
- 新・男樹1（VHS：1997年8月21日 / DVD：2005年3月25日）
- 新・男樹2（VHS：1997年12月21日 / DVD：2005年4月25日）
- 新・男樹3（VHS：2000年4月21日 / DVD：2005年5月25日）
- 新・男樹 完結篇（VHS：2000年5月21日 / DVD：2005年6月25日）